# قائمة حكام دول الخليج العربي

دول شبه الجزيرة العربية

فيما يلي قائمة حكام دول شبه الجزيرة العربية.
ويشمل العائلات الحاكمة للدول ذات الحكم الوراثي، وتتضمن البحرين وعمان وقطر والسعودية والإمارات السبعة المكونة للإمارات العربية المتحدة.
الأسر الحاكمة ورئيسها الحالي (أي الحاكم)، هي:
- آل خليفة الأسرة الحاكمة في البحرين:[1] حمد بن عيسى بن سلمان آل خليفة
- آل مكتوم الأسرة الحاكمة في إمارة دبي: محمد بن راشد آل مكتوم[2]
- آل معلا الأسرة الحاكمة في أم القيوين:[3] سعود بن راشد المعلا
- آل نهيان الأسرة الحاكمة في إمارة أبوظبي:[4] محمد بن زايد آل نهيان
- آل النعيمي الأسرة الحاكمة في عجمان:[5] حميد بن راشد النعيمي
- القواسم الأسرة الحاكمة في إمارة الشارقة:[6] سلطان بن محمد القاسمي ورأس الخيمة:[7] سعود بن صقر القاسمي
- آل صباح الأسرة الحاكمة في الكويت:[8] مشعل الأحمد الجابر الصباح
- آل بو سعيد الأسرة الحاكمة في سلطنة عمان:[9] هيثم بن طارق
- آل سعود الأسرة الحاكمة في السعودية:[10] سلمان بن عبد العزيز آل سعود
- آل الشرقي الأسرة الحاكمة في الفجيرة:[11] حمد بن محمد الشرقي
- آل ثاني الأسرة الحاكمة في قطر:[12] تميم بن حمد بن خليفة آل ثاني